# Nina Nestler
Nina Nestler (* 1982) ist eine deutsche Rechtswissenschaftlerin und Hochschullehrerin an der Universität Bayreuth.

## Leben
Sie studierte Rechtswissenschaften an der Julius-Maximilians-Universität Würzburg (erstes Staatsexamen 2005). Nach dem Referendariat am OLG Bamberg (zweites Staatsexamen 2007), der Promotion und Habilitation in Würzburg ist sie seit April 2014 Inhaberin des Lehrstuhls für Strafrecht III an der Universität Bayreuth.

## Schriften (Auswahl)
- Churning. Strafbarkeit der Spesenschinderei nach deutschem Recht. Berlin 2009, ISBN 978-3-631-57974-9.
- mit Klaus Laubenthal und Helmut Baier: Jugendstrafrecht. Berlin 2015, ISBN 3-662-45026-7.
- Bank- und Kapitalmarktstrafrecht. Berlin 2017, ISBN 3-662-53958-6.
- mit Klaus Laubenthal: Strafvollstreckung. Berlin 2018, ISBN 3-662-55266-3.